# Aaron Wiggins

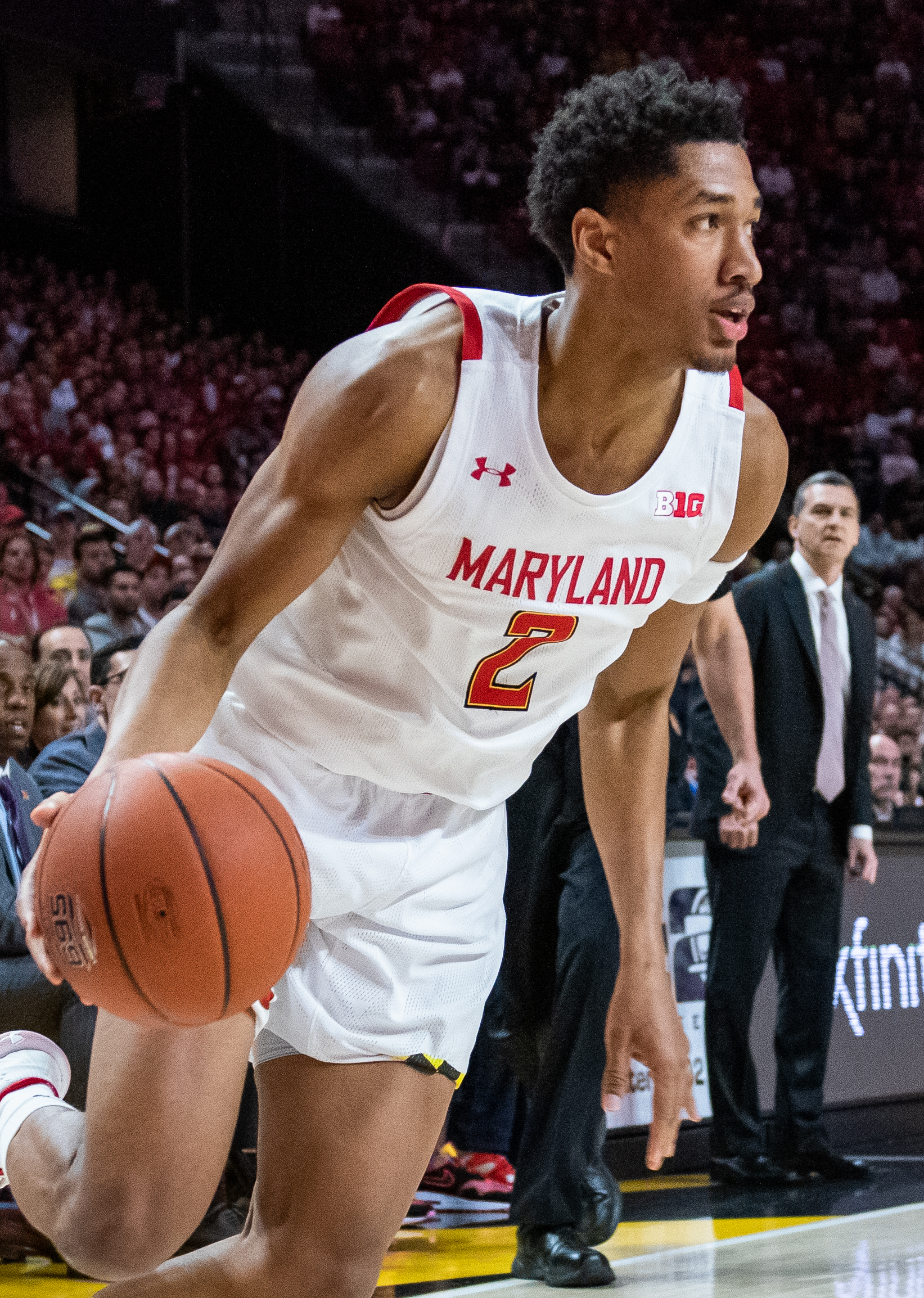
Aaron Wiggins, 2020.

Aaron Daniel Wiggins, född 2 januari 1999 i Greensboro i North Carolina, är en amerikansk professionell basketspelare (SG/SF) som spelar för Oklahoma City Thunder i National Basketball Association (NBA).
Han draftades av Oklahoma City Thunder i andra rundan i 2021 års draft som 55:e spelare totalt.
Innan Wiggins blev proffs studerade han vid University of Maryland och spelade för deras idrottsförening Maryland Terrapins.